# Brachythecium geheebii
Brachythecium geheebii là một loài Rêu trong họ Brachytheciaceae. Loài này được Milde mô tả khoa học đầu tiên năm 1869.